# Holbæk Amtskreds
Holbæk Amtskreds var en valgkreds i Landsdel Øerne fra 1920 til 1970. I 1971 blev området en del af Vestsjællands Amtskreds. Fra 2007 hører området til Sjællands Storkreds.
Amtskredsen bestod af følgende opstillingskredse:
1. Holbækkredsen.
2. Nykøbing Sjælland-kredsen.
3. Vedbykredsen (Ruds Vedby kredsen).
4. Kalundborgkredsen (Kalundborg-Onsbjerg kredsen).